# Abbaye San Leonardo de Siponto

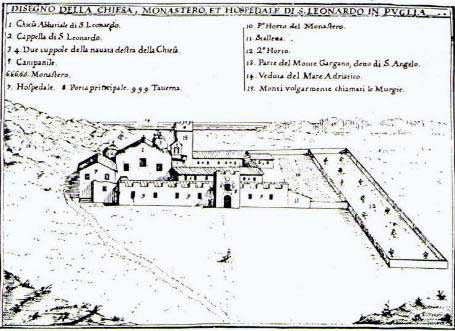
L'abbaye au XVIIe siècle.

L'abbaye San Leonardo de Siponto (ou in Lama Volara) est située dans les Pouilles, à environ sept kilomètres du centre de l'actuelle Siponto. Elle est notable pour la qualité de ses sculptures romanes.

## Histoire
Fondée par les bénédictins, elle est dédiée à Léonard de Noblac, dont le culte fut vraisemblablement apporté par les Normands. Elle sert initialement notamment de halte aux pèlerins se rendant à Monte Sant'Angelo, puis également - comme bien d'autres lieux des Pouilles - aux pèlerins puis aux croisés se rendant en Terre Sainte. Mentionnée pour la première fois (dans une charte) en 1113, elle passe en 1127 aux chanoines de saint Augustin, puis en 1261 aux chevaliers teutoniques, sur ordre du pape Alexandre IV et à la demande des chanoines eux-mêmes, désireux d'être protégés des Sarrasins de Lucera. L'abbaye devient alors, et jusque dans la deuxième moitié du XVe siècle, le siège du bailliage apulien des Teutoniques. Elle passe ensuite sous la coupe de cardinaux issus des diocèses de la région, qui se font nommer abbés commendataires, puis à partir de la deuxième moitié du XVIIe siècle relève de l'ordre des frères mineurs conventuels. Supprimée en 1809 par le roi de Naples Joachim Murat (qui transfère ses biens à l'hôpital de Foggia), l'abbaye est consacrée en 1952 en tant que paroisse de Siponto.

## Architecture
Construite en tant qu'édifice à trois coupoles (dans la nef centrale) et trois nefs, l'abbatiale ne possède aujourd'hui plus que deux coupoles et deux nefs.
L'élément le plus remarquable de l'abbaye est sans doute le portail nord de l'abbatiale, daté entre 1180 et 1200, orienté vers la route reliant Foggia à Manfredonia qui longe l'abbaye ; richement sculpté, il manifeste des influences issues des Abruzzes. Si les bâtiments conventuels (situés au sud de l'abbatiale) sont aujourd'hui en ruine, ce n'est par contre pas le cas de l'hospice, du XIVe siècle, établi au nord-ouest de l'abbatiale.

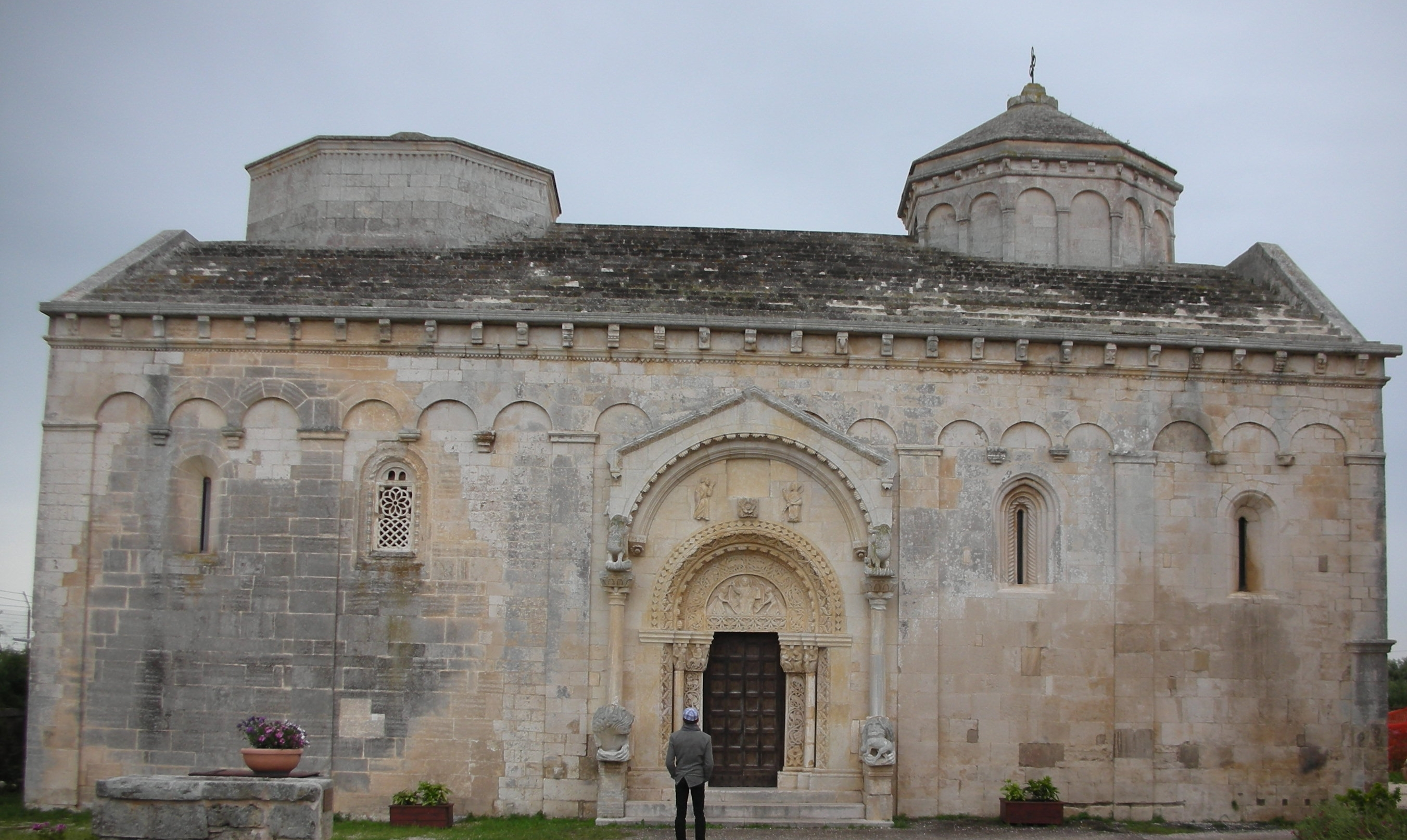
Façade nord de l'abbatiale.
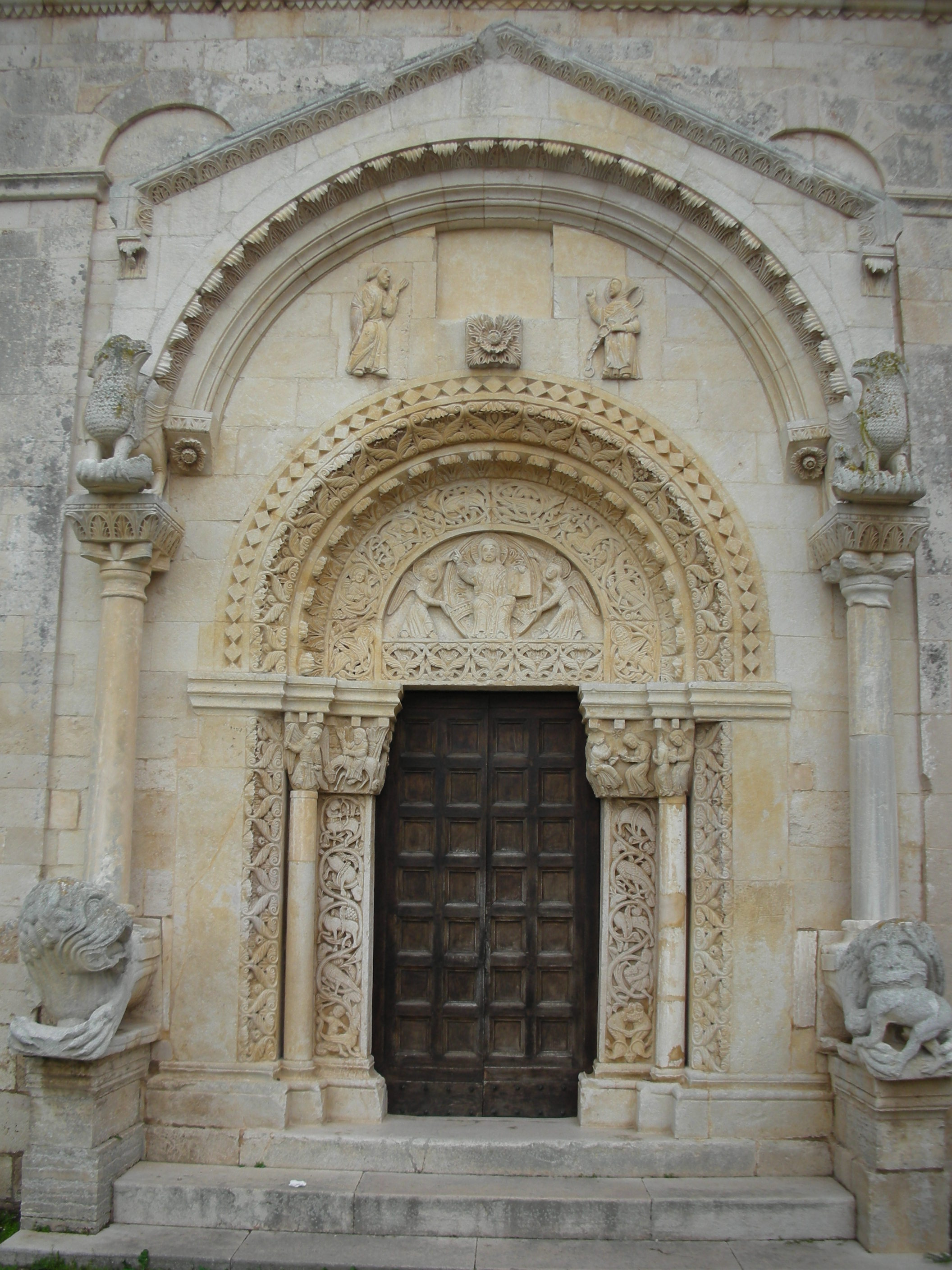
Portail nord de l'abbatiale.
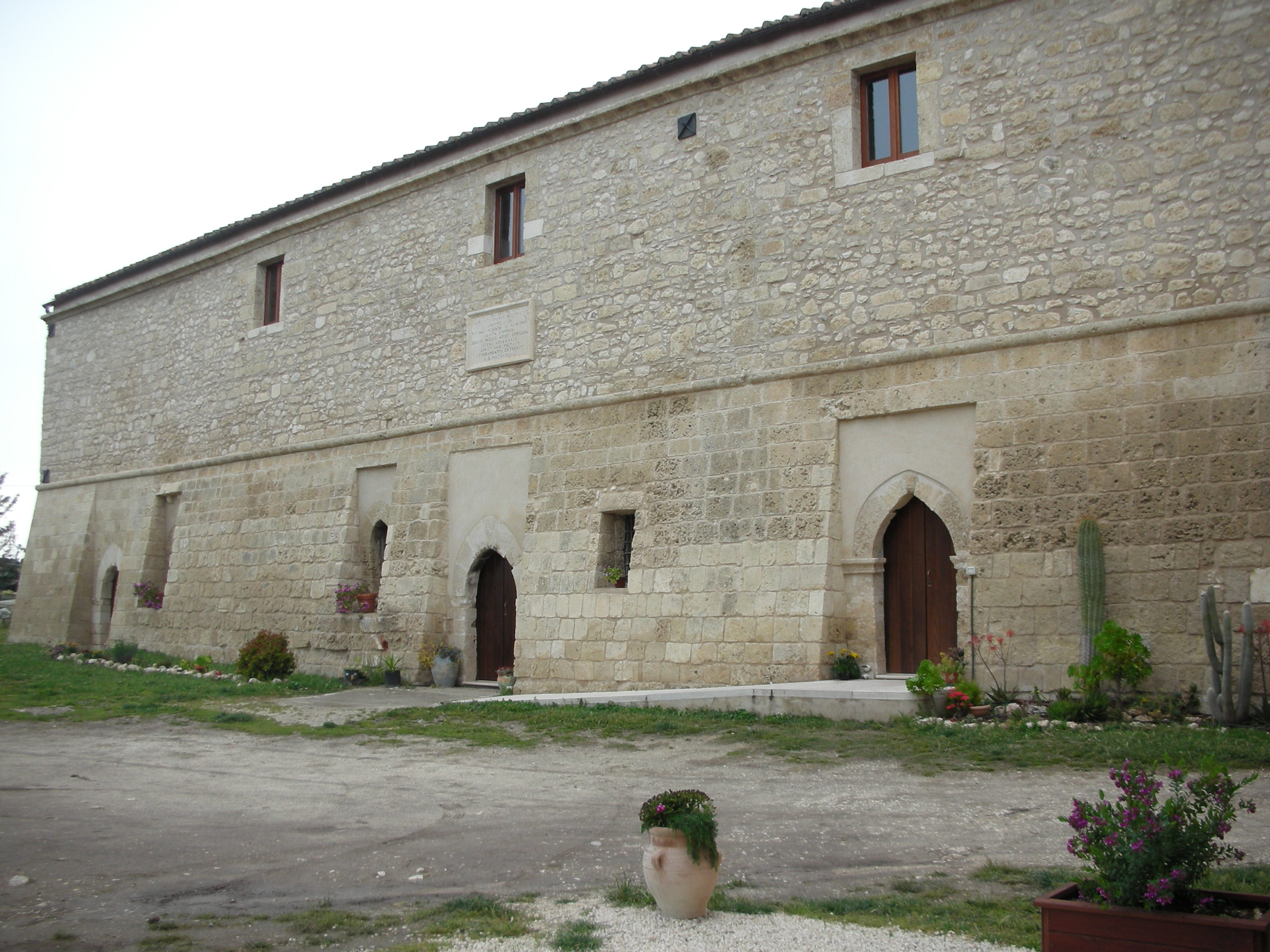
Façade sud de l'hospice.

## Sources
- Hubert Houben dir., San Leonardo di Siponto. Cella monastica, canonica, domus Theutonicorum. Atti del Convegno Internazionale (Manfredonia, 18-19 marzo 2005), Galatina: Mario Congedo editore, 2006,  (ISBN 8880866745)